# Ilson de Jesus Montanari
Ilson de Jesus Montanari (Sertãozinho, 18 de julho de 1959) é um arcebispo católico brasileiro pertencente ao serviço diplomático da Santa Sé. É arcebispo titular de Capocilla.

## Biografia
Filho de Pedro Montanari e Geny Mendes, nasceu em 18 de julho de 1959 no interior do estado de São Paulo. Concluiu o ensino fundamental no Colégio Adelino Fortunato Simioni (1965-1969) e o ensino fundamental e médio, na Escola Estadual Dr. Antônio Furlan Jr., em Sertãozinho (1969-1977).
É formado em Direito, Economia e Filosofia pela Universidade de Ribeirão Preto (UNAERP). Em 1985, cursou Teologia na Pontifícia Universidade Gregoriana em Roma. Recebeu a ordenação presbiteral aos 30 anos, em 18 de agosto de 1989 e foi incardinado no clero da Arquidiocese de Ribeirão Preto.
Em 3 de setembro de 1989, foi nomeado pároco da paróquia São João Batista, em sua cidade natal.
Entre 1990 e 1994, foi professor de Teologia no Centro de Estudos da Arquidiocese de Ribeirão Preto e no Seminário Arquidiocesano de Uberaba. Em 1993 foi nomeado chanceler e depois coordenador da Pastoral da Arquidiocese de Ribeirão Preto, permanecendo nas funções até 2002. Foi também membro do Conselho Presbiteral e do Colégio de Consultores da Arquidiocese de Ribeirão Preto e vigário forâneo da Região Episcopal Nossa Senhora Aparecida, Zona Oeste da Arquidiocese de Ribeirão Preto.
Entre 2002 e 2004, residiu no Pontifício Colégio Pio Brasileiro, onde se graduou em Teologia Dogmática na Pontifícia Universidade Gregoriana.
Desde 2008 era oficial da Congregação para os Bispos e, em 13 de maio de 2011, foi nomeado pelo Papa Bento XVI Capelão de Sua Santidade. Posteriormente, aos 12 de outubro de 2013 foi nomeado pelo Papa Francisco como secretário da Congregação para os Bispos, com a dignidade de arcebispo. Recebeu a ordenação episcopal como arcebispo titular de Capocilla em 7 de novembro de 2013, através de Dom Moacir Silva, arcebispo de Ribeirão Preto, que foi coadjuvado por Dom Odilo Pedro Scherer, cardeal arcebispo de São Paulo e por Dom Walmor Oliveira de Azevedo, arcebispo de Belo Horizonte.
Em 28 de janeiro de 2014, foi nomeado pelo Papa Francisco como secretário do Colégio Cardinalício.
Em 1 de maio de 2020, o Papa Francisco o nomeou vice-camerlengo da Santa Igreja Romana.
Em 1 de junho de 2022, o Papa Francisco o nomeou como membro da Congregação para o Culto Divino e Disciplina dos Sacramentos.
Como secretário do Colégio dos Cardeais, Montanari foi o secretário do Conclave de 2025.